# Gelléri Andor Endre
| Gelléri Andor Endre                       | Gelléri Andor Endre                                                           |
| Kattints az alábbi külső linkek egyikére! | Kattints az alábbi külső linkek egyikére!                                     |
| ----------------------------------------- | ----------------------------------------------------------------------------- |
| Nem található szabad kép.(?)              |                                                                               |
| külső link · jogvédett                    | Gelléri Andor Endrére emlékezünk. Magyar Zsidó Kulturális Egyesület (Mazsike) |

Gelléri Andor Endre (Budapest, 1906. március 30. – Wels, Ausztria, 1945. május 6–20. között) magyar író, novellista.

## Életpályája
Szegény munkáscsaládban született. 1917 és 1920 között az Árpád Gimnázium diákja volt. (1918-ban a III., 1920-ban a IV. osztályban). 1921-ben kimaradt a gimnáziumból, majd 1923–1926 között elvégezte a műszaki technikumot, fém- és vasipari szakmából végbizonyítványt szerzett. Utána sokféle munkával próbálkozott: volt géplakatos, gyári rajzoló, kelmefestő, ügynök, hivatalnok, gyermeknevelő s közben sokszor munkanélküli. Még tanulmányait folytatta, amikor első novelláit elküldte Az Est című lapnak, amelyben 1924-ben Mikes Lajos – a lap szerkesztője és nagy tehetségkutató – felfedezettjeként meg is jelent első írása, és szinte színre lépésétől fogva, sikeres, sőt ünnepelt író lett.
1928–1929-ben Az Est tehetségpályázatán nyert ösztöndíjjal Olaszországban és Németországban járt. Móricz Zsigmond, Füst Milán pártolta, jeles kritikusok méltatták munkáit, a Nyugat leközölte a Varázsló, segíts című novelláját. 1930-ban megírta egyetlen regényét, A nagymosodát. 1933-ban jelent meg első novelláskötete a Szomjas inasok, melyért Baumgarten-díjat kapott. 1935-ben Fürst Sándor és Sallai Imre kivégzésének emlékére szimbolikus novellát írt az Ukránok kivégzése címmel.
1941-től többször behívták munkaszolgálatra (Monor, Nagykáta, Aszód, Gyertyánliget, Jászberény), zsidó származása miatt folyamatos üldöztetésben élt a háború végéig. Két munkaszolgálat közötti szabadsága alatt írta posztumusz megjelent önéletrajzát, melynek az Egy önérzet története címet adta, és amely csak 1957-ben jelenhetett meg. 1944-ben a németek elhurcolták, előbb az ausztriai mauthauseni, majd a gunskircheni koncentrációs táborba került. A tábor felszabadulását még megérte, ám legyengült szervezete nem bírta a további megpróbáltatásokat, és 1945. május közepén flekktífuszban meghalt a hörschingi amerikai kórházban.
A novellában érte el írásművészete a legmagasabb szintet, a hétköznapok költészetét fedezte fel. Hősei a társadalom perifériáján élő kisemberek, szállítómunkások, munkanélküliek, csavargók, lumpenproletárok, akikkel mindennapos kapcsolatban állt. Írótársainál élesebben látta meg a munkásélet tragédiáit; jóllehet nem volt forradalmár, társadalomkritikája forradalmian éles volt. A társadalmi problémák és baloldali beállítottsága ellenére a kor legtöbb irodalmi alakjától eltérően a kommunizmus által érintetlen marad, soha nem kötelezte el magát az irányzat mellett.
A szegények országába dobott a sorsom, s itt fejlődött ki bennem a szociális látás. Legyőzhetetlen vágy élt bennem, hogy a körülöttem levő világot megörökítsem. A téglagyári árokban talált agyagból szobrokat gyúrtam, mindent, amit láttam, lerajzoltam.
Az irodalom mellett aktívan sportolt, olyan szívóssággal, hogy gyönge, betegségekre hajlamos testalkata ellenére kifejezetten jó diszkoszvető volt.

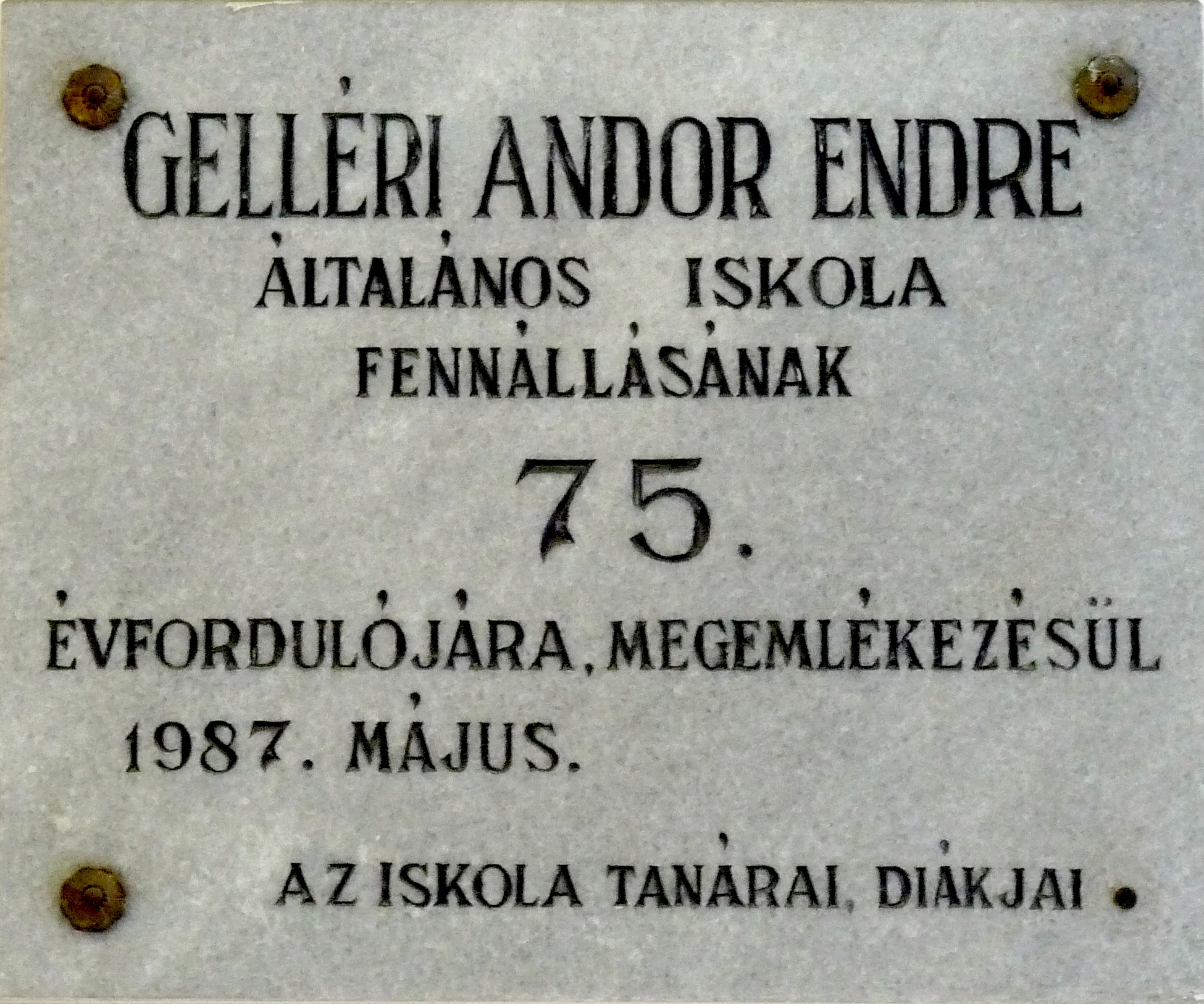
A kiscelli Általános Iskola falán található emléktáblája

## Családja
Édesapja Gelléri (Grünhut) József (1880–1938) lakatosmester, édesanyja Fränkel (Krausz) Sára (1880–1973). Édesanyja a gyermek születésénél fellépő fertőzés következtében súlyosan megbetegedett.
Felesége Dreier Julianna (sz. 1916) volt, akivel 1937. augusztus 19-én kötöttek házasságot. Az asszony két kisgyermekével (Ágnes és József) együtt túlélte az üldöztetéseket és a világháborút.

## Művei

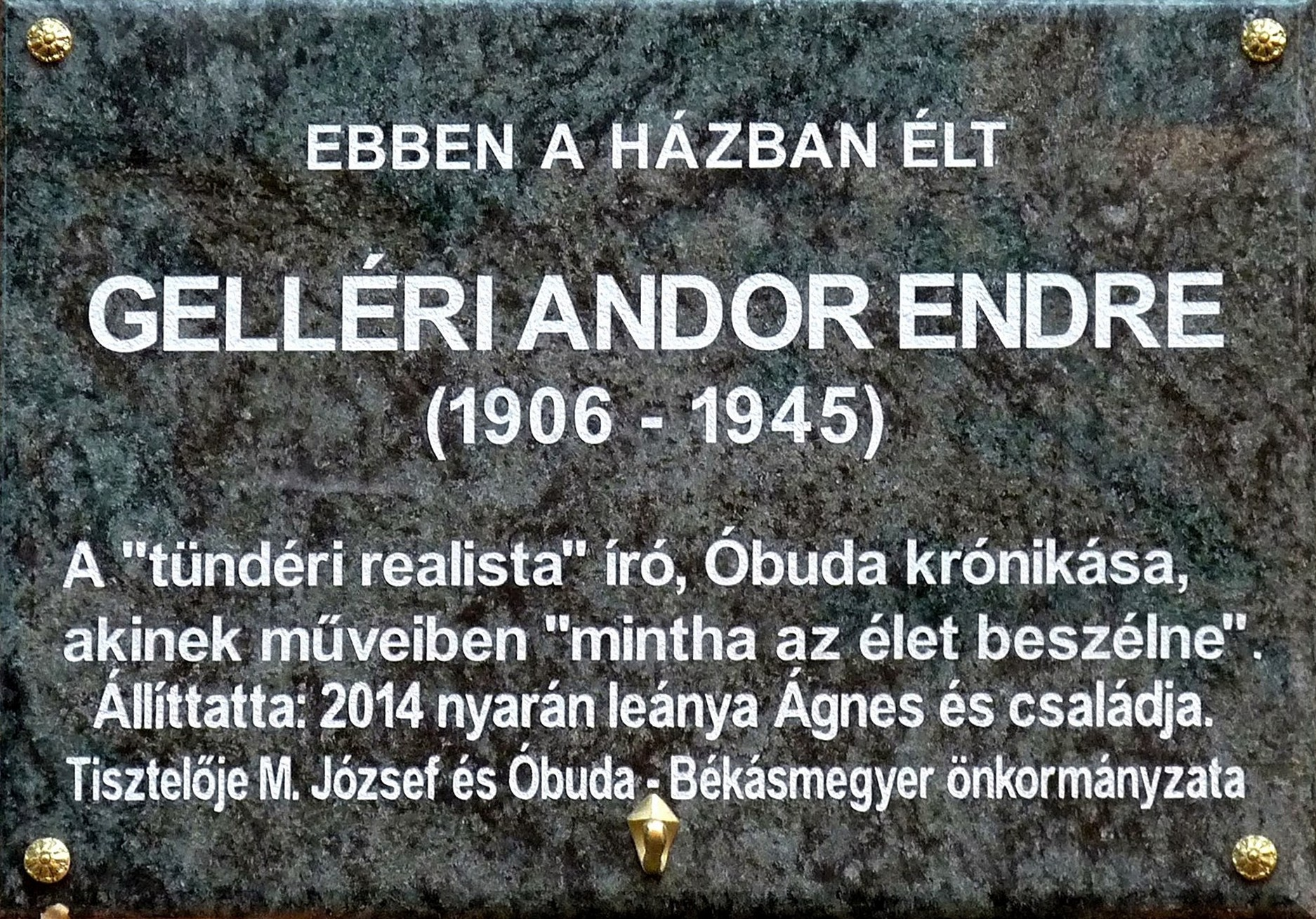
Emléktáblája egykori lakhelyén
(Budapest III. kerület, Beszterce u. 25.)

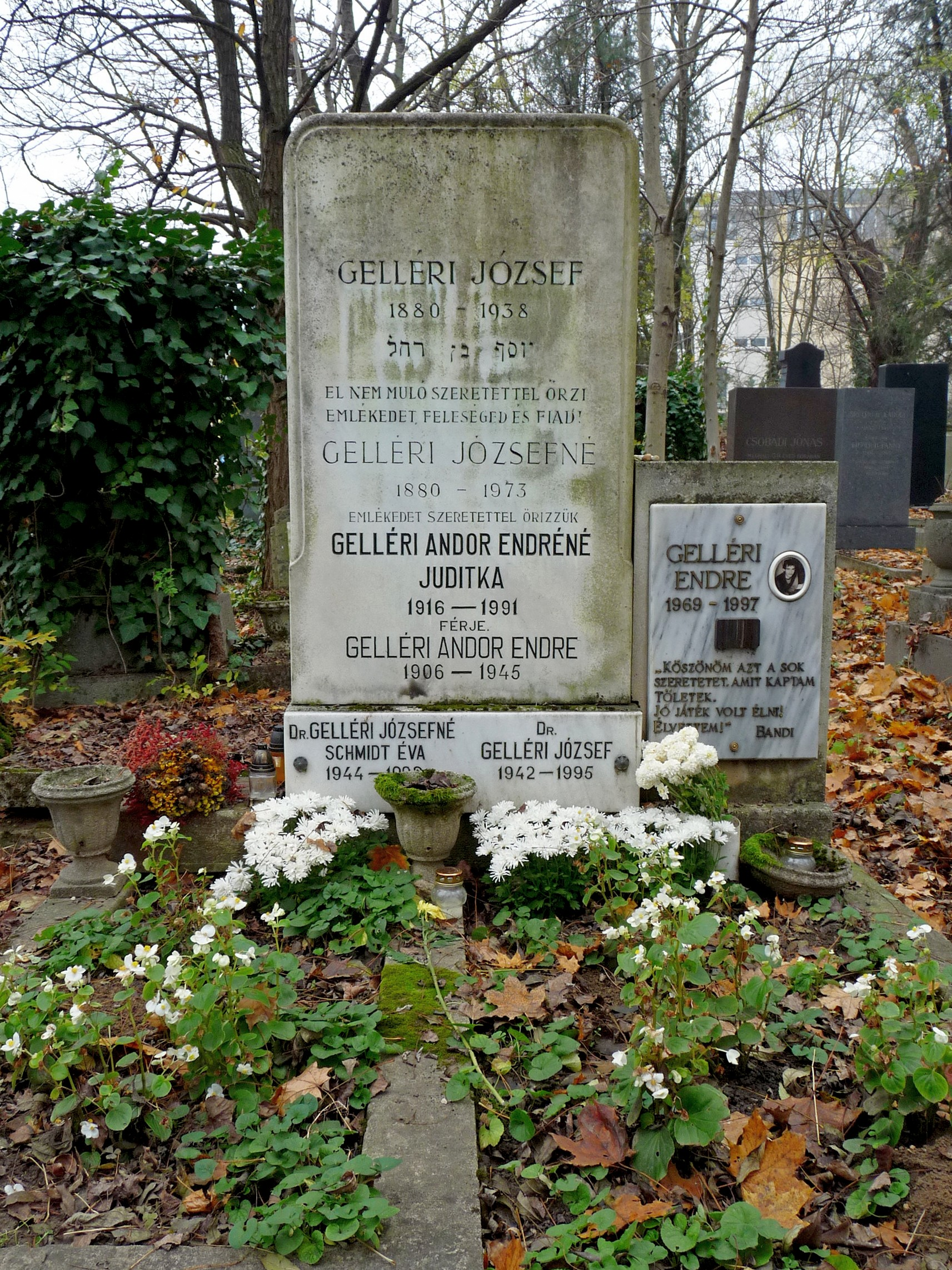
Gelléri Andor Endre síremléke az Óbudai zsidó temetőben. (Budapest, III. ker. Bécsi út 369.)

### 1945-ig
- A nagymosoda. Regény; Pantheon, Budapest, 1931 (Az új magyar regény) Online elérhetőség
- Szomjas inasok. Elbeszélések; Nyugat, Budapest, 1933 (Nyugat-könyvek) Online elérhetőség
- Hold ucca; Nagy K. és Tsa., Debrecen, 1935 (Új írók) Online elérhetőség
- Kikötő; Athenaeum, Budapest, 1936 (Magyar novellák)
- Villám és esti tűz; Almanach, Budapest, 1940 Online elérhetőség

### 1946–
- Téli kikötő. Elbeszélések; vál., bev. Füst Milán; Szikra, Budapest, 1946
- A szállítóknál. Válogatott elbeszélések; vál., bev. Kardos László; Révai, Budapest, 1950
- Ház a telepen. Válogatott elbeszélések; vál. Zelk Zoltán, bev. Ungvári Tamás; Szépirodalmi, Budapest, 1955
- Elmúlás. Novellák; bev. B. Szabó György; Testvériség-Egység, Noviszád, 1955
- Egy önérzet története. Önéletrajz; sajtó alá rend., bev. Gelléri Judit; Szépirodalmi, Budapest, 1957
- Varázsló, segíts! Összegyűjtött novellák; szerk. Ungvári Tamás, Sz. Lódi Gabriella; Magvető, Budapest, 1959
- Keserű fény. Elbeszélések; vál., bev. Moldova György, életrajz, jegyz. Szíjgyártó László; Móra, Budapest, 1960 (A magyar irodalom gyöngyszemei)
- Gelléri Andor Endre összegyűjtött novellái, 1-2.; szerk. Sz. Lódi Gabriella, Ungvári Tamás, bev. Sőtér István, jegyz. Sz. Lódi Gabriella; Szépirodalmi, Budapest, 1964
- Tréfa, csillagok. Válogatott novellák; bev. Kántor Lajos; Irodalmi, Bukarest, 1965
- Dal a női szívről. Novellák; vál., utószó Bálint Tibor; Kriterion, Bukarest, 1977
- Ezüstből gyúrt kenyér. Összegyűjtött novellák; összegyűjt., szöveggond., jegyz. Lódi Gabriella, ill. Huszárik Zoltán; Szépirodalmi, Budapest, 1979
- Gelléri Andor Endre válogatott művei; vál., szöveggond., jegyz. Vargha Kálmán; Szépirodalmi, Budapest, 1981 (Magyar remekírók)
- Jamaica rum (Olcsó Könyvtár sorozat, válogatott novellák, 1984)
- Egy önérzet története, 1-2.; sajtó alá rend. Gelléri Ágnes, utószó Réz Pál; Osiris, Budapest, 2000
- Egy fillér (novellák, 2000)
- A szerelmes ágyfestő (válogatott elbeszélések, 2005)
- Nekem szeretet kell. Tisztelet Gelléri Andor Endrének; szerk. Gelléri Ágnes, Kirschner Péter, előszó Szakonyi Károly; Tevan Alapítvány–MAZSIKE, Budapest, 2013 (Tevan könyvtár)
- Femicska csókjai. Kiadatlan elbeszélések, dokumentumok, visszaemlékezések; gyűjt., sajtó alá rend., utószó Urbán László; Argumentum, Budapest, 2015

## Díjai, elismerései
- 1931 Mikszáth Kálmán Regénypályázat díja
- 1932 Baumgarten-jutalom
- 1934 Baumgarten-évdíj
- 1935 a Nyugat novellapályázatának díja

## Szépirodalmi feldolgozás
- Fodor József: Emlékezés döbbenetével Gelléri Andor Endre emlékének (vers, Magyarország, 1957. z. sz.)
- Déry Tibor: Gelléri Andor Endréről. Emlék és vélemény (Kortárs, 1965. 1. sz.)
- Vargha Kálmán: Gelléri Andor Endre (1980)

## Filmfeldolgozás
- Vasvirág (1958)